# Lasioglossum vulneratum
Lasioglossum vulneratum là một loài Hymenoptera trong họ Halictidae. Loài này được Cockerell mô tả khoa học năm 1910.